# Xinbin

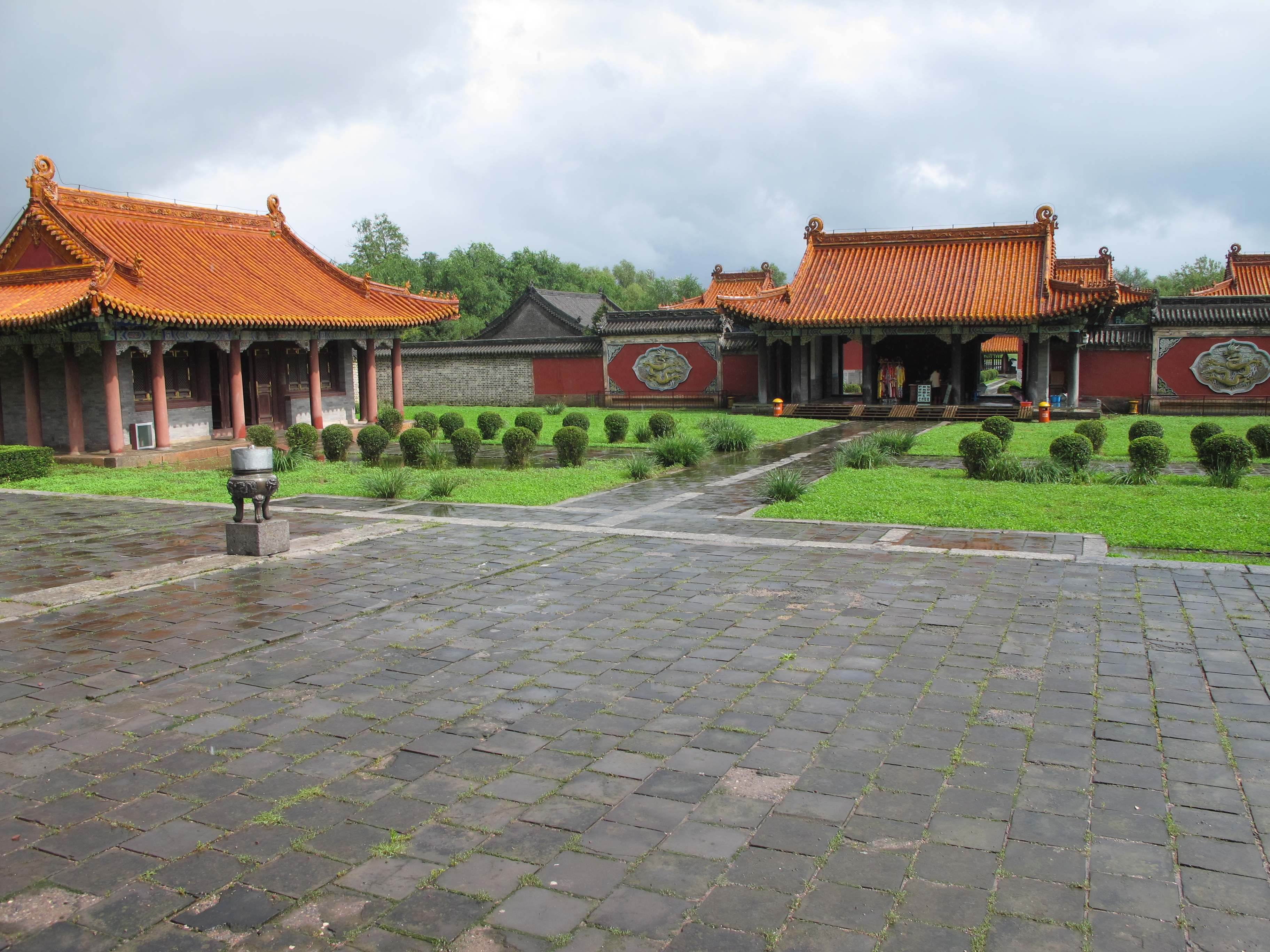
Yongling-Mausoleum

Der Autonome Kreis Xinbin der Mandschu (新宾满族自治县,  Xīnbīn Mǎnzú Zìzhìxiàn), kurz: Kreis Xinbin (新宾县,  Xīnbīn Xiàn; mandschurisch ᠰᡳᠨᠪᡳᠨ
ᠮᠠᠨᠵᡠ
ᠪᡝᠶᡝ
ᡩᠠᠰᠠᠩᡤᠠ
ᠰᡳᠶᠠᠨ, Sinbin Manju Beye Dasangga Siyan) ist ein autonomer Kreis der Mandschu der bezirksfreien Stadt Fushun in der nordostchinesischen Provinz Liaoning. Er hat eine Fläche von 4.295 km² und zählt 217.259 Einwohner (Stand: Zensus 2020).
Das Yongling-Mausoleum (Yongling 永陵) und die alte Stadt Hetu-ala (Hetu Ala gucheng 赫图阿拉故城) stehen seit 1988 bzw. 2006 auf der Liste der Denkmäler der Volksrepublik China.